# Erich Hartmann (Jagdflieger)

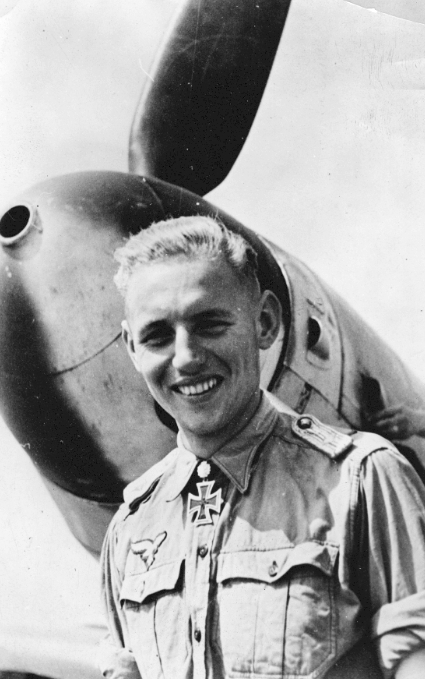
Erich Hartmann mit seiner Bf 109 (G-6), Oktober 1943

Erich Alfred „Bubi“ Hartmann (* 19. April 1922 in Weissach; † 20. September 1993 in Weil im Schönbuch) war ein deutscher Jagdflieger und Offizier der Luftwaffe der Wehrmacht im Zweiten Weltkrieg und ab 1956 der Luftwaffe der Bundeswehr. Mit 352 bestätigten Abschüssen ist er der erfolgreichste Jagdflieger in der Geschichte des Luftkrieges.

## Leben

### Kindheit und Jugend
Hartmann wurde als älterer von zwei Söhnen des Arztes Alfred Hartmann und seiner Frau Elisabeth geboren. Er verbrachte einen Teil seiner Kindheit in China, wohin seine Familie aus wirtschaftlichen Gründen ausgewandert war. 1928 nach Deutschland zurückgekehrt, besuchte er vier Jahre lang die Volksschule in Weil im Schönbuch und vier weitere Jahre das Gymnasium in Böblingen. Nach einem Schuljahr an der Nationalpolitischen Erziehungsanstalt in Rottweil besuchte er drei Jahre das Gymnasium in Korntal, wo er das Abitur ablegte und seine spätere Frau kennenlernte.
In früher Jugend begann Hartmann mit dem Segelfliegen, unterrichtet zunächst von seiner Mutter, die eine der ersten weiblichen deutschen Gleitflugzeugpiloten war. Schon als 15-Jähriger war er 1937 Segelfluglehrer in der Flieger-Hitlerjugend, erwarb 1939 den Motorflugschein und meldete sich 1940 als 18-Jähriger als Offizieranwärter bei der Luftwaffe.

### Zweiter Weltkrieg
Seine fliegerische Grundausbildung absolvierte Hartmann unter anderem beim Ausbildungsregiment 10 der Luftwaffe in Neukuhren und der Luftkriegsschule in Berlin-Gatow. An der Jagdfliegerschule in Zerbst/Anhalt erwarb er dann die Musterberechtigung zur Messerschmitt Bf 109. 
Im Oktober 1942 trat er seinen Dienst bei der 7. Staffel des Jagdgeschwaders 52 an der Ostfront im Kaukasus an, wo er am 5. November 1942 zum ersten Mal ein Flugzeug (Iljuschin Il-2) abschoss. Den Spitznamen „Bubi“ bekam er von Oberleutnant Krupinski wegen seines jugendlichen Aussehens. Ab dem 2. September 1943 führte er die 9. Staffel des Verbandes. Seit dem 1. Oktober 1944 war er Staffelkapitän der 6. Staffel des JG 52.

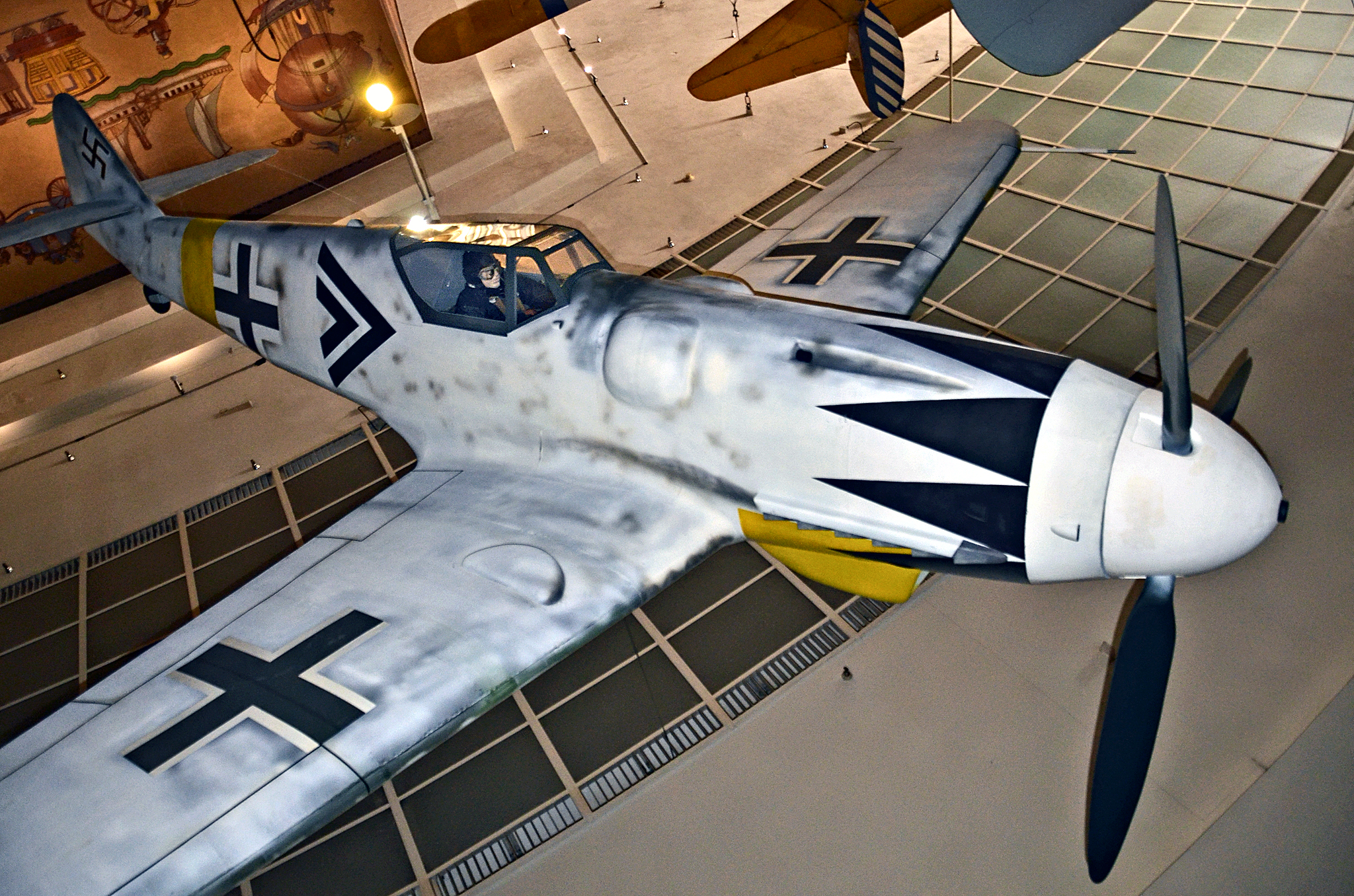
Nachbau einer Bf 109G-14 mit der Lackierung und Markierung einer G-6 von Erich Hartmann

Am 29. Oktober 1943 gelang ihm sein 150. Luftsieg. Ihm wurde das Ritterkreuz des Eisernen Kreuzes verliehen.
In der Roten Armee wurde er als „der schwarze Teufel“ bekannt, weil Hartmann die Spitze seiner Bf 109 mit einem gezackten Muster nach Art einer stilisierten schwarzen Tulpe bemalen ließ, eine Gewohnheit, die er auch später noch in seiner Bundeswehrzeit beibehielt.
Seine Staffel musste im Zuge des Rückzuges der Wehrmacht häufig zurückverlegt werden, davon allein 13 Mal in den letzten Monaten des Jahres 1943; Ende März 1944 nach Lemberg (Ukraine). Am 2. März 1944 erzielte er seinen 202. Luftsieg, wofür ihm das Eichenlaub zum Ritterkreuz verliehen wurde.
Im April 1944 folgte die Verlegung nach Zarnesti (Rumänien), von wo aus er auch Einsätze gegen Bomber und Mustangs flog. Die Schwerter zum Ritterkreuz erhielt er am 4. Juli 1944. Am 23. August 1944 erzielte er seinen 301. Luftsieg. Darauf folgte am 25. August 1944 die Verleihung der Brillanten zum Ritterkreuz. Er war der 18. Soldat mit dieser Auszeichnung.
Ab Februar 1945 bis zum Kriegsende war er Gruppenkommandeur. Die NS-Propaganda berichtete mehrmals in Zeitungsartikeln und der Deutschen Wochenschau über Hartmann und seine hohen Abschusszahlen. Am 8. Mai 1945 mittags, wenige Stunden vor Kriegsende, erzielte er über Brünn seinen 352. Luftsieg, als er eine sowjetische Jakowlew Jak-9 abschoss.
Noch am 8. Mai 1945 wurde er vom Kommodore des Jagdgeschwaders 52, Oberst Hermann Graf, zum Major befördert. Eine dazu notwendige Verfügung des Luftwaffenpersonalamtes lag jedoch nicht vor. Darüber kam es bei der späteren Übernahme Hartmanns in die Bundeswehr zu Meinungsverschiedenheiten zwischen Luftwaffenführung und der Zivilverwaltung des Bundesministeriums für Verteidigung.
Hartmann wurde niemals abgeschossen, musste aber insgesamt 16 Mal not- bzw. bruchlanden, entweder aufgrund von Defekten an der eigenen Maschine oder aber wegen Beschädigungen durch Trümmer abgeschossener Feindflugzeuge.

### Nach dem Krieg

#### Prozess und Kriegsgefangenschaft

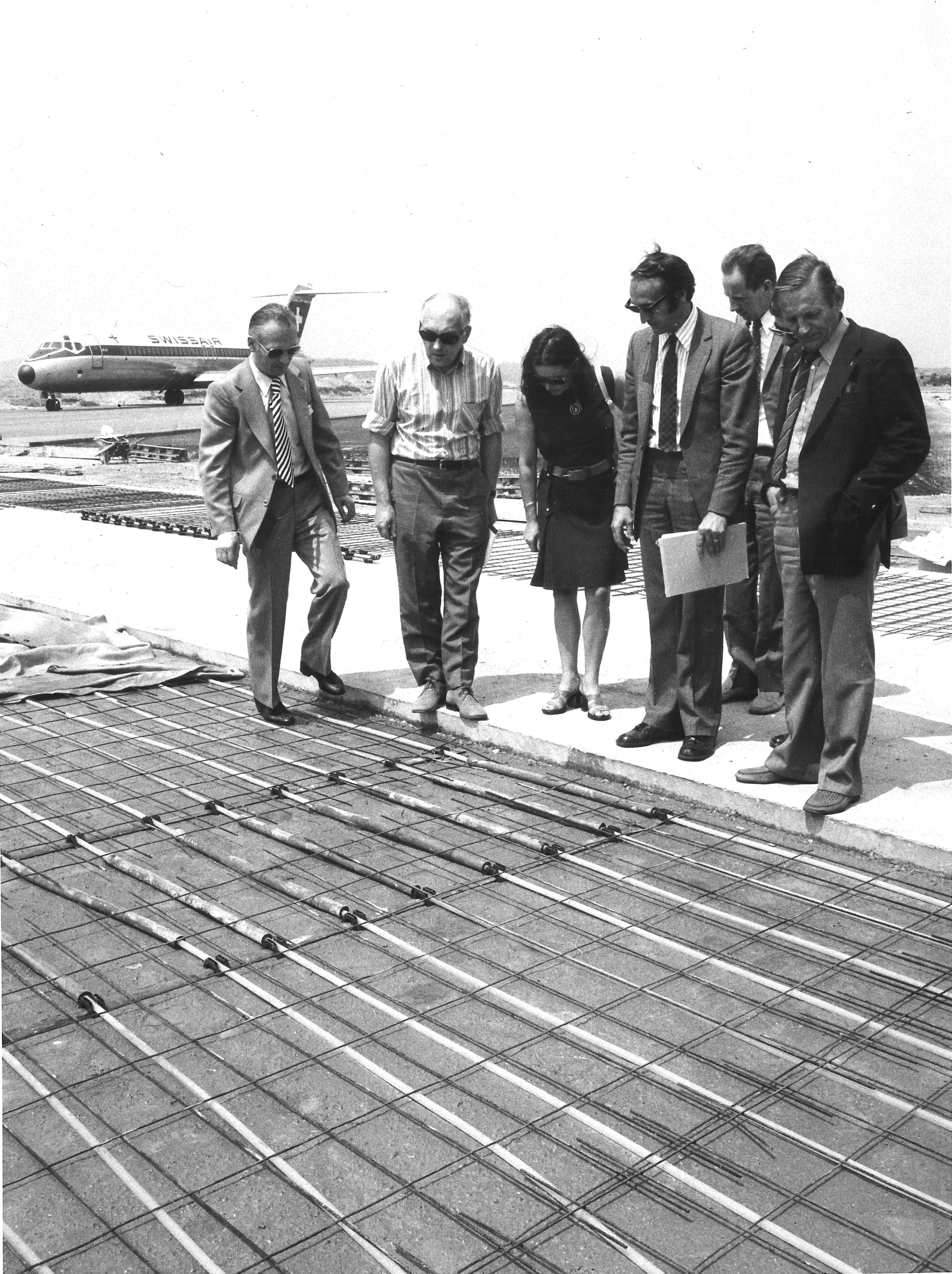
Erich Hartmann (rechts) als Berater beim Einbau der Multibeton-Freiflächenheizung auf dem Flughafen Zürich-Kloten 1972

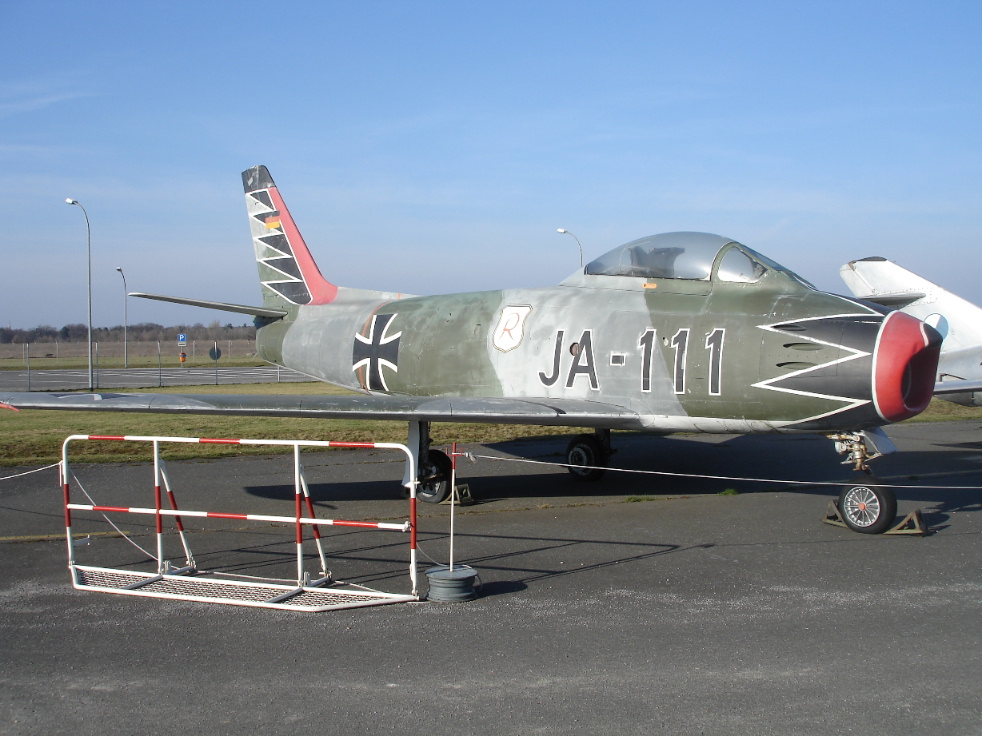
CL-13B Mk.6 Sabre des Jagdgeschwaders 71 der Luftwaffe der Bundeswehr mit der für Hartmann typischen schwarzen Tulpe am Bug

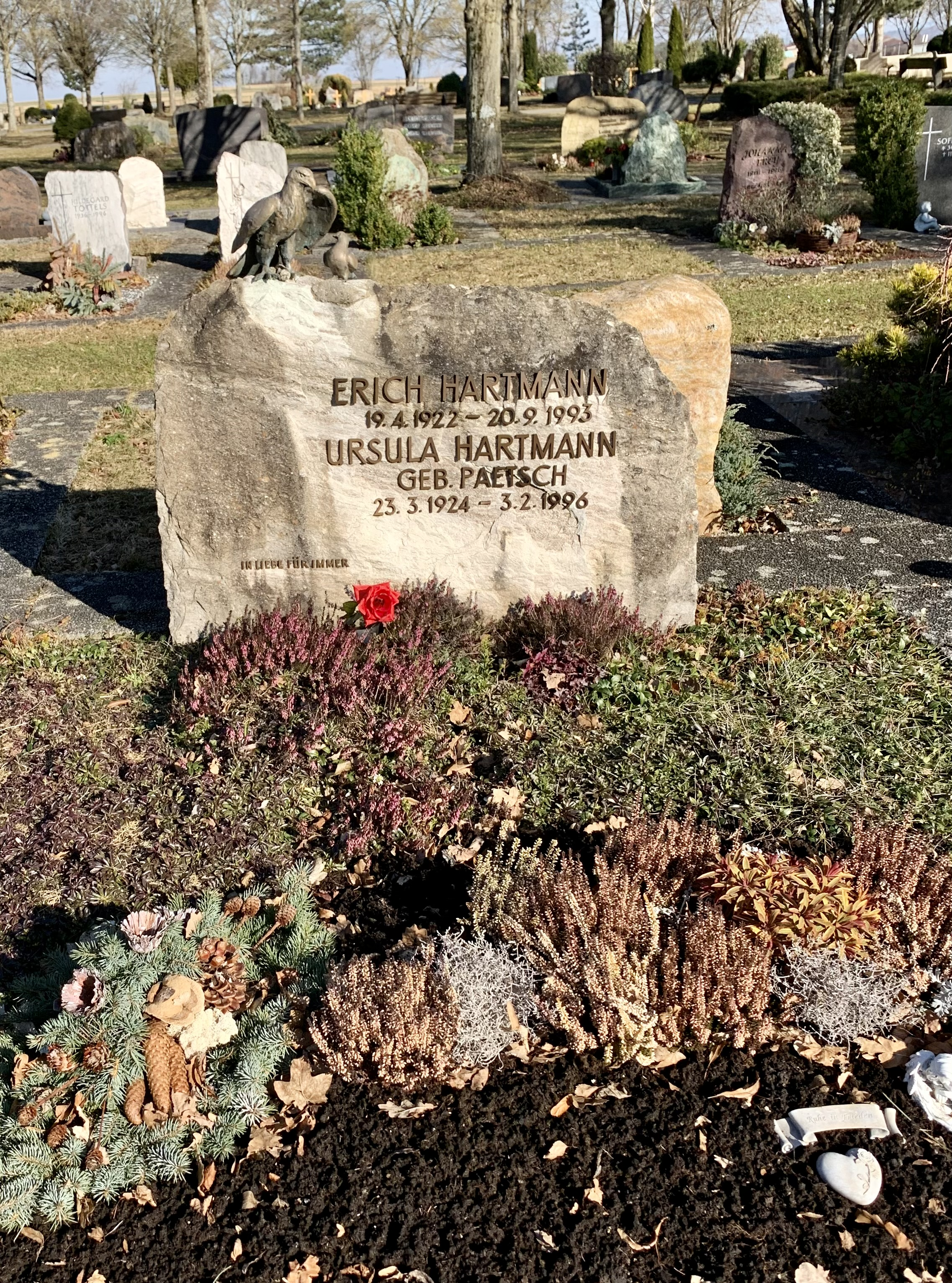
Grab in Weil im Schönbuch

Am 8. Mai 1945 ergab sich Hartmann zusammen mit seiner Einheit und einer Gruppe deutscher Flüchtlinge der 90. US-Infanteriedivision. In Übereinstimmung mit den Vereinbarungen der Jalta-Konferenz lieferte die US-Armee die Kolonne geschlossen an die Rote Armee aus. Während seiner Gefangenschaft wurde Hartmann zunächst am 24. Dezember 1949 verhaftet und drei Tage später von dem Militärtribunal der MWD-Truppen des Bezirkes Iwanowo zu 20 Jahren Zuchthaus verurteilt. Das Ermittlungsverfahren in seiner Strafsache verlief nur formell. Eine Quelle gibt an, Hartmann wurde „ohne jeglichen Grund wegen Greueltaten gegen sowjetische Bürger, Beschießung von Militärobjekten sowie Abschuss von sowjetischen Flugzeugen und damit Schädigung der sowjetischen Wirtschaft“ verurteilt. Hartmann protestierte gegen das Urteil und betonte, dass er als Militärflieger nur an den Kämpfen mit den Luftstreitkräften des Gegners teilgenommen und keine Verbrechen gegen die Zivilbevölkerung begangen habe. Er erhob mehrmals Protest, trat in den Hungerstreik, weigerte sich zu arbeiten, verlangte, dass er als Unschuldiger zurück in die Heimat geschickt oder erschossen werde. Mehrmals wurde er mit Folterhaft bestraft. Im Juni 1951 wurde er als angeblicher Angehöriger einer antisowjetischen Gruppe, die die Befreiung aller deutschen Kriegsgefangenen aus der Internierung und ihre Repatriierung nach Deutschland zum Ziel habe, vom Militärtribunal des Don-Militärbezirkes zu 25 Jahren Zwangsarbeit verurteilt. Nach mehr als zehnjähriger Kriegsgefangenschaft, u. a. in Lagern in Sibirien, wurde Hartmann zusammen mit den letzten deutschen Kriegsgefangenen 1955 bei der „Heimkehr der Zehntausend“ entlassen.

#### Bundeswehr
Erich Hartmann trat im Jahre 1956 im Zuge der Wiederbewaffnung der Bundesrepublik in die neu aufgestellte Bundeswehr ein und wirkte maßgeblich an der Schulung junger Piloten und an der Aufstellung neuer Einheiten mit. Anfangs war er, nach der Umschulung auf US-Kampfflugzeuge, Ausbildungsleiter der Waffenschule der Luftwaffe 10 in Oldenburg. Dort wurden die künftigen Jagdflugzeugführer der Luftwaffe ausgebildet. Auf dem Fliegerhorst Ahlhorn stellte Hartmann 1959 mit dem Jagdgeschwader 71 „Richthofen“ das erste Düsenjäger-Jagdgeschwader der neu aufgestellten Luftwaffe auf; dieses führte er bis 1962. Er war es auch, der das neue Geschwaderabzeichen konzipierte: eine Kombination des (geringfügig modifizierten) Emblems des JG 2 der Wehrmachtsluftwaffe mit einem NATO-Stern. 
Er wurde am 12. Dezember 1960 zum Oberstleutnant und am 26. Juli 1967 zum Oberst befördert.
In der Bundeswehr galt Hartmann trotz seiner hohen Qualifikation als Flugzeugführer als schwieriger Untergebener, der mehr auf Einsatzeffektivität achtete als auf den friedensmäßigen Ausbildungsbetrieb und seine Verantwortung als militärischer „Führer, Erzieher und Ausbilder“ seines Geschwaders. Dies wurde ihm mehrmals in Beurteilungen zum Vorwurf gemacht, ohne dass man seine Einwände akzeptiert hätte.
Als die Bundesregierung sich für die Beschaffung des Lockheed F-104 Starfighters entschied, sprach er sich dagegen aus, da ihm Erfahrungen der US-Luftwaffe mit der F-104 bekannt waren. Anlässlich eines Aufenthaltes in den USA hatte er enge Verbindungen zu den Piloten der F-104 einer Ausbildungsstaffel auf dem Luftwaffenstützpunkt Nellis geknüpft. Im Dienst voll des Lobes über dieses Flugzeug, offenbarten sie abends in den Fliegerclubs ihre täglichen Erfahrungen. Ärger mit dem Triebwerk, Probleme mit dem Bugfahrwerk und der Regulierung des Strahlquerschnitts hatten bereits dort zu einer geringen Einsatzbereitschaft geführt. Der Leiter des Arbeitsstabs F-104, Günther Rall, war hingegen der Meinung, dass Hartmann die Erfahrung fehlte, um diesen Sachverhalt richtig einschätzen zu können.
Als sich nach Einführung in Deutschland die Unfälle mit diesem Flugzeugtyp häuften und sich daraus die Starfighter-Affäre entwickelte, nahm Hartmann eine kritische Haltung gegenüber seinen Vorgesetzten und der politischen Führung ein. Militärisch isoliert und auf für ihn wenig attraktive Dienstposten abgeschoben, resignierte Hartmann und schied 1970 als Oberst der Luftwaffe vorzeitig aus dem Dienst.

#### Späte Jahre
Von 1971 bis 1974 war er als Fluglehrer auf dem Flugplatz Hangelar tätig, nach seiner Pensionierung viele Jahre am Segelflugplatz Poltringen bei Herrenberg. Er starb am 20. September 1993. 
Mehr als drei Jahre nach seinem Tod, im Januar 1997, wurde Hartmann von der Hauptmilitärstaatsanwaltschaft der Russischen Föderation rehabilitiert und von allen Anschuldigungen entlastet. Die Behörde stellte dabei ausdrücklich fest, dass Hartmann zu Unrecht abgeurteilt worden war.

## Privates
Erich Hartmann und Ursula Paetsch (1924–1996) heirateten im Jahr 1944. Ihr erstes Kind Peter Erich kam 1945 zur Welt, starb aber bereits 1947. Nach Erich Hartmanns Rückkehr nach Deutschland 1955 kam 1957 Tochter Ursula zur Welt.

## Ehrungen
- Eisernes Kreuz II. und I. Klasse
- Ehrenpokal für besondere Leistung im Luftkrieg
- Deutsches Kreuz in Gold am 17. Oktober 1943[19]
- Ritterkreuz des Eisernen Kreuzes mit Eichenlaub, Schwertern und Brillanten[19]
  - Ritterkreuz am 29. Oktober 1943.
  - Eichenlaub am 2. März 1944 (420. Verleihung)
  - Schwerter am 4. Juli 1944 (75. Verleihung)[20]
  - Brillanten am 25. August 1944 (18. Verleihung)
- Frontflugspange für Jäger in Gold mit Anhänger Einsatzzahl „1.300“
- Flugzeugführer- und Beobachterabzeichen in Gold mit Brillanten am 25. August 1944[21]
- Nennung im Wehrmachtbericht am 24.[22] und 25.[23] August 1944